# قانلوبلاغ
قانلوبلاغ یک روستا در ایران است که در دهستان ارشق مرکزی واقع شده‌است. قانلوبلاغ ۱۴۹ نفر جمعیت دارد.